# Monsantoparken
Monsantoparken (Parque Florestal de Monsanto eller Parque de Monsanto) är Lissabons största parkområde, med en yta på nära tio kvadratkilometer.
Den är belägen i Monsantoberget (Serra de Monsanto) i nordvästra delen av Lissabon och täcker nästan 10% av den centrala stadens yta.
Stora delar av området är skogklädda, med eukalyptusträd, svartvedsakacior, popplar, cypresser, cedrar, tallar, granar, korkekar, stenekar, smultronträd m.m.
Det finns även promenadstråkar, cykelbanor, sportanläggningar, lekplatser, barer och restauranger, camping och flera miradouros (utsiktsplatser) med utsikt över Lissabon och floden Tejo.

## Bilder

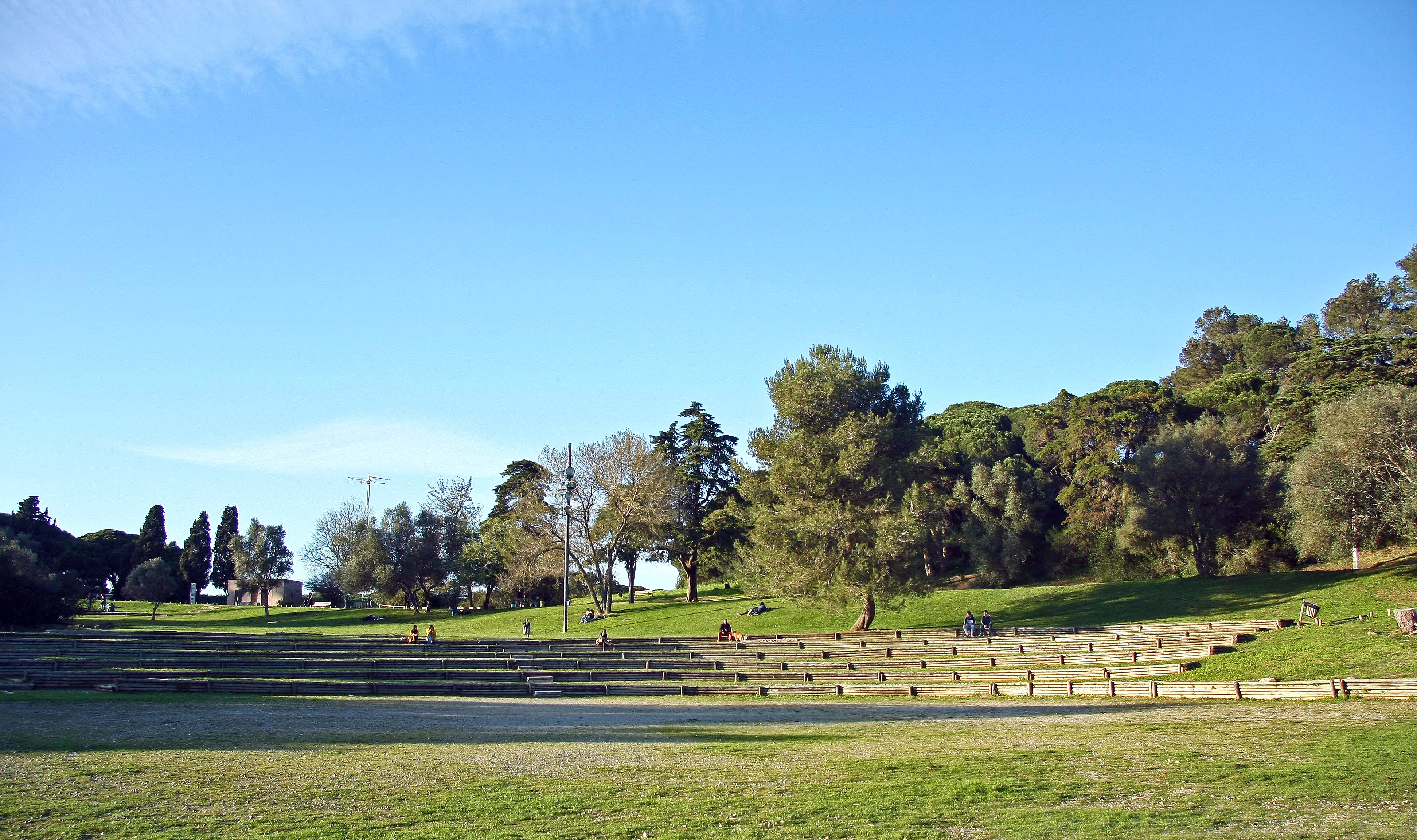
Anfiteatro Keil do Amaral
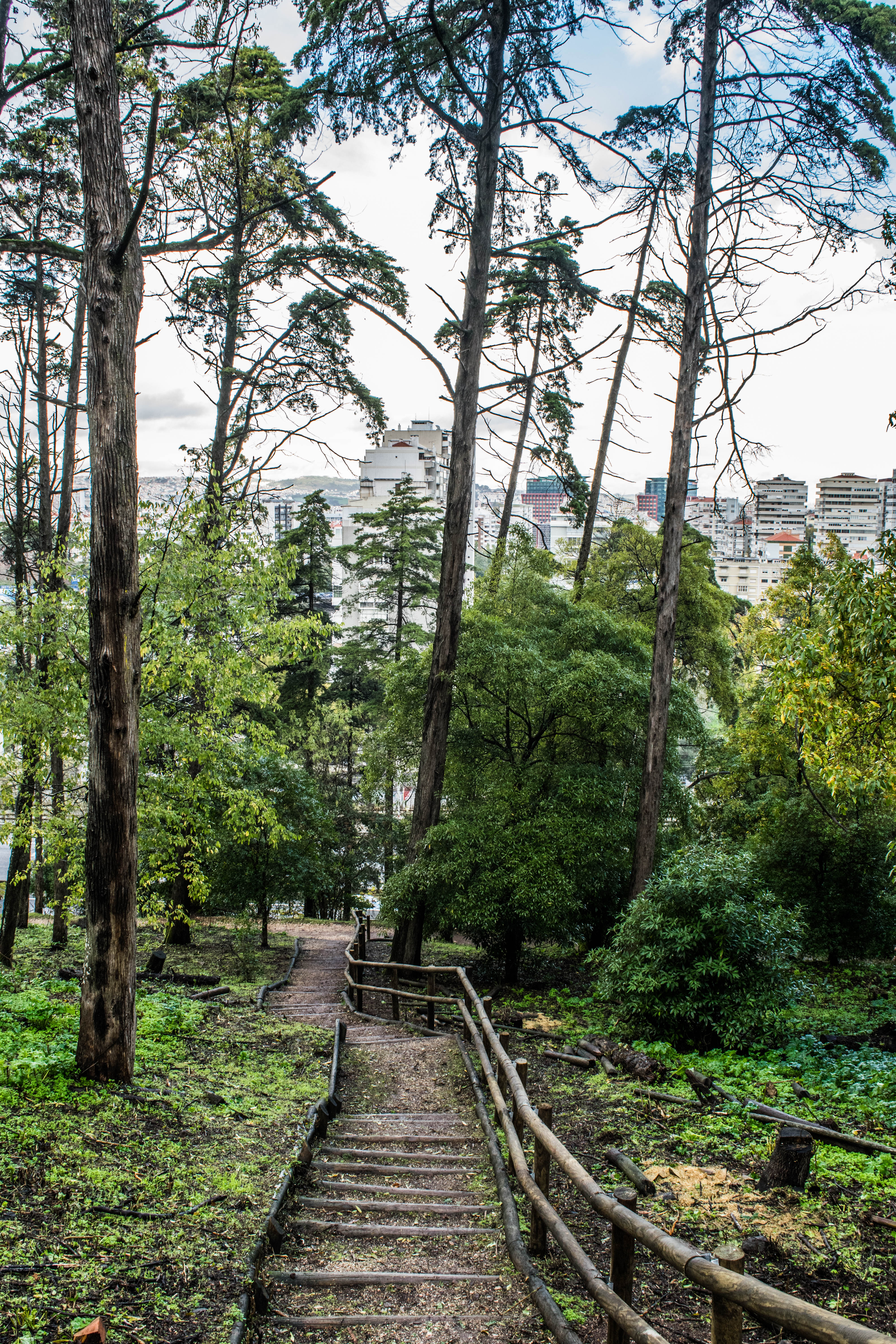
Monsantoparken
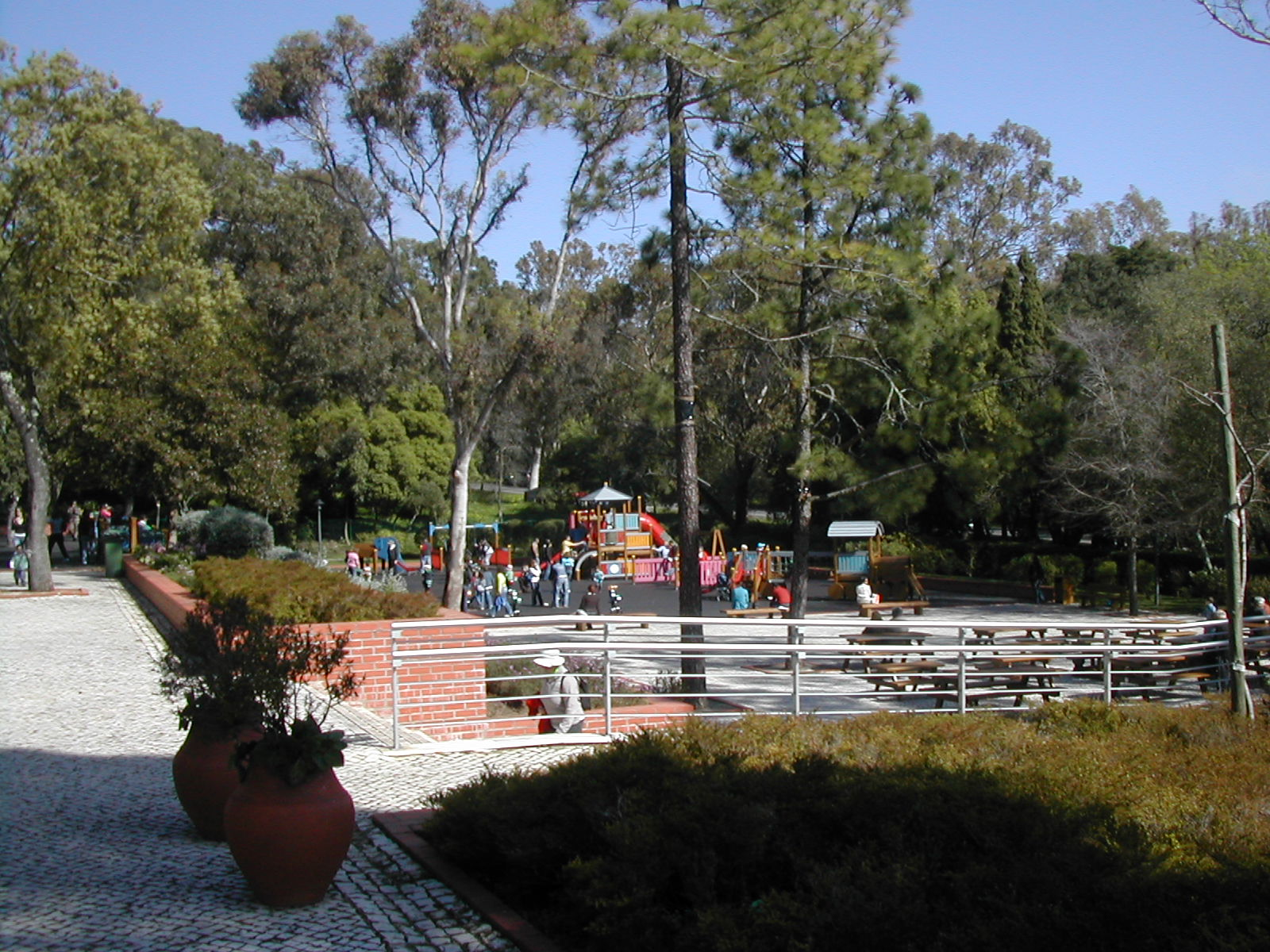
Lekplatsen Parque do Alvito
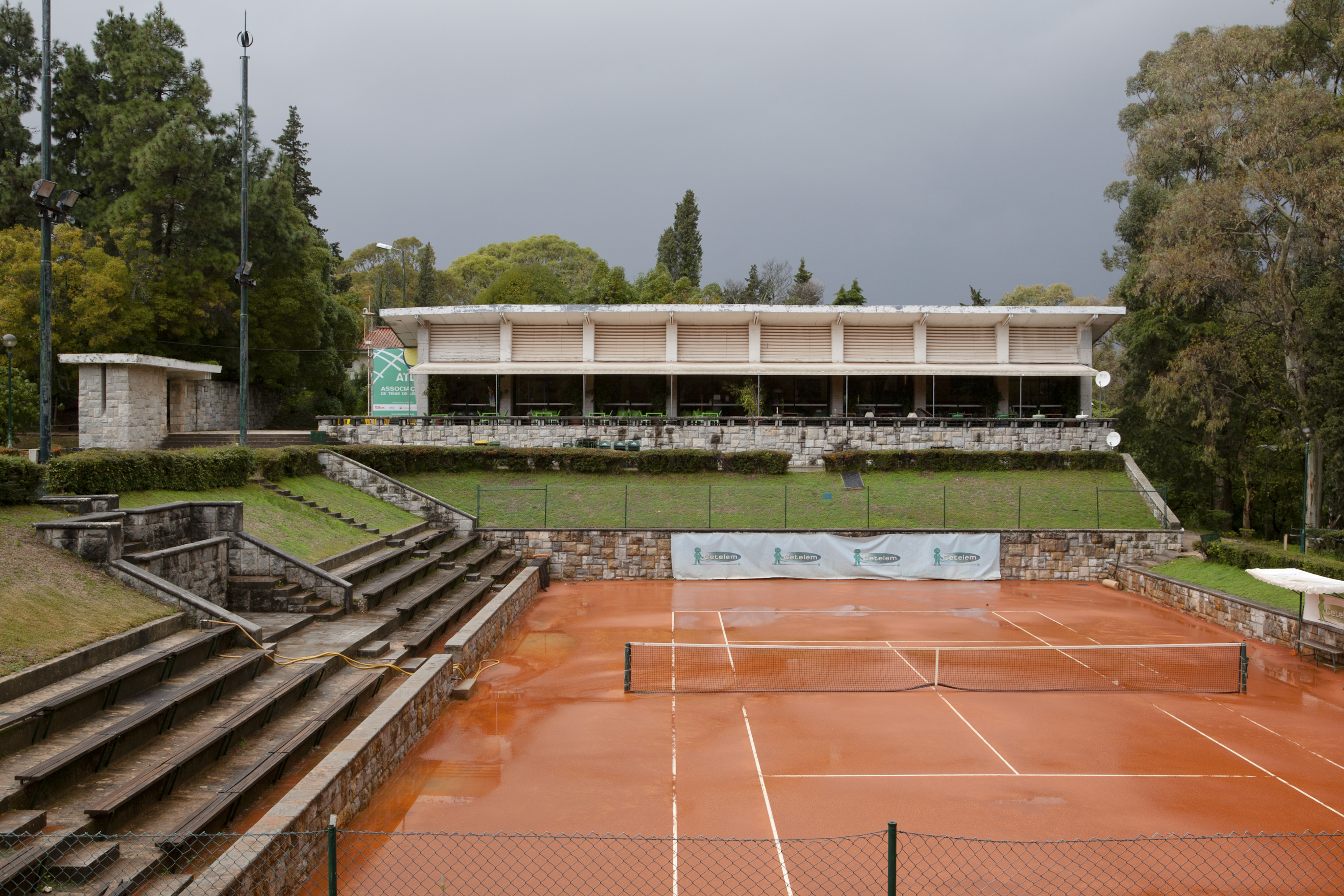
Restaurang och tennisklubb
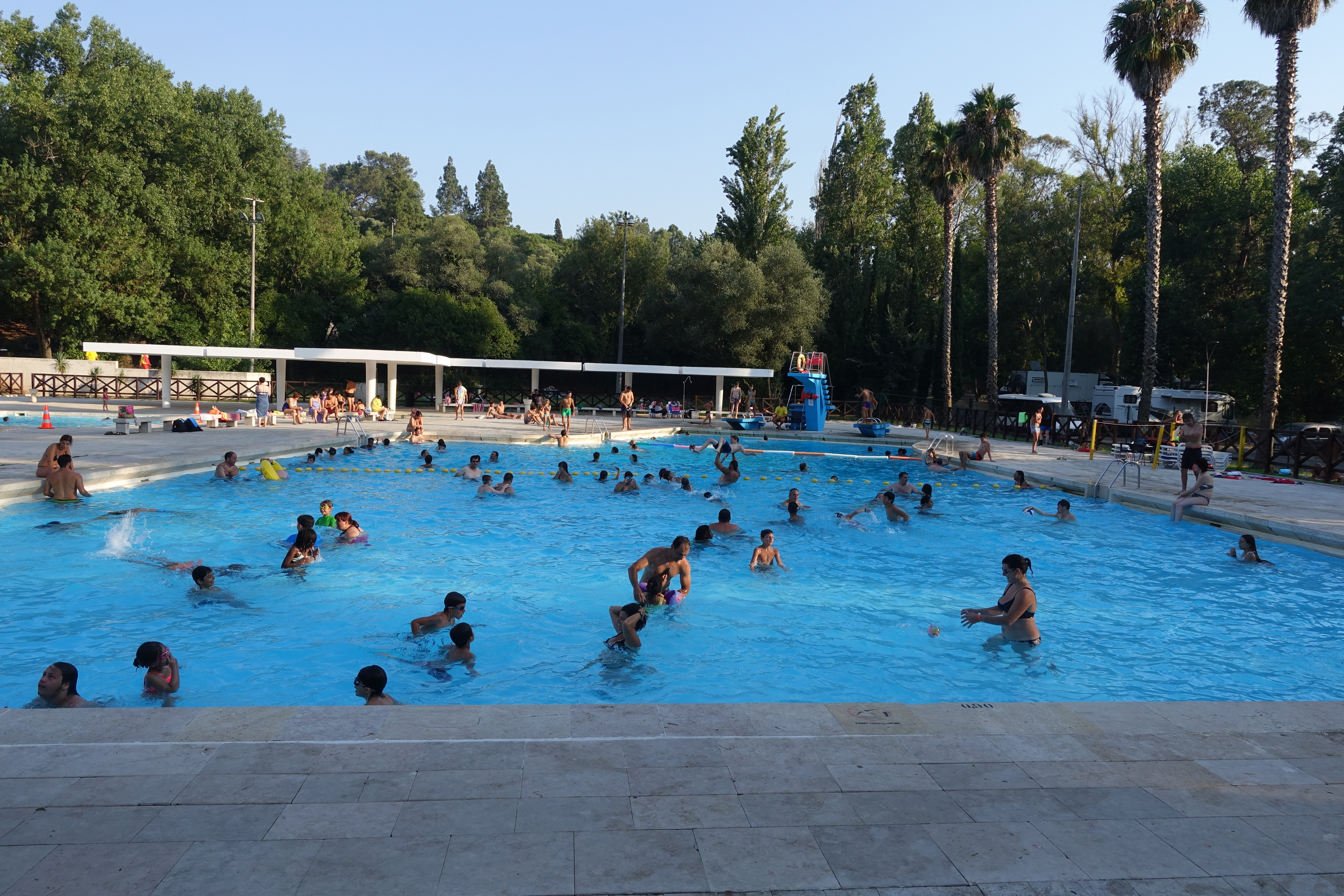
Campingplatsen Lisboa Camping
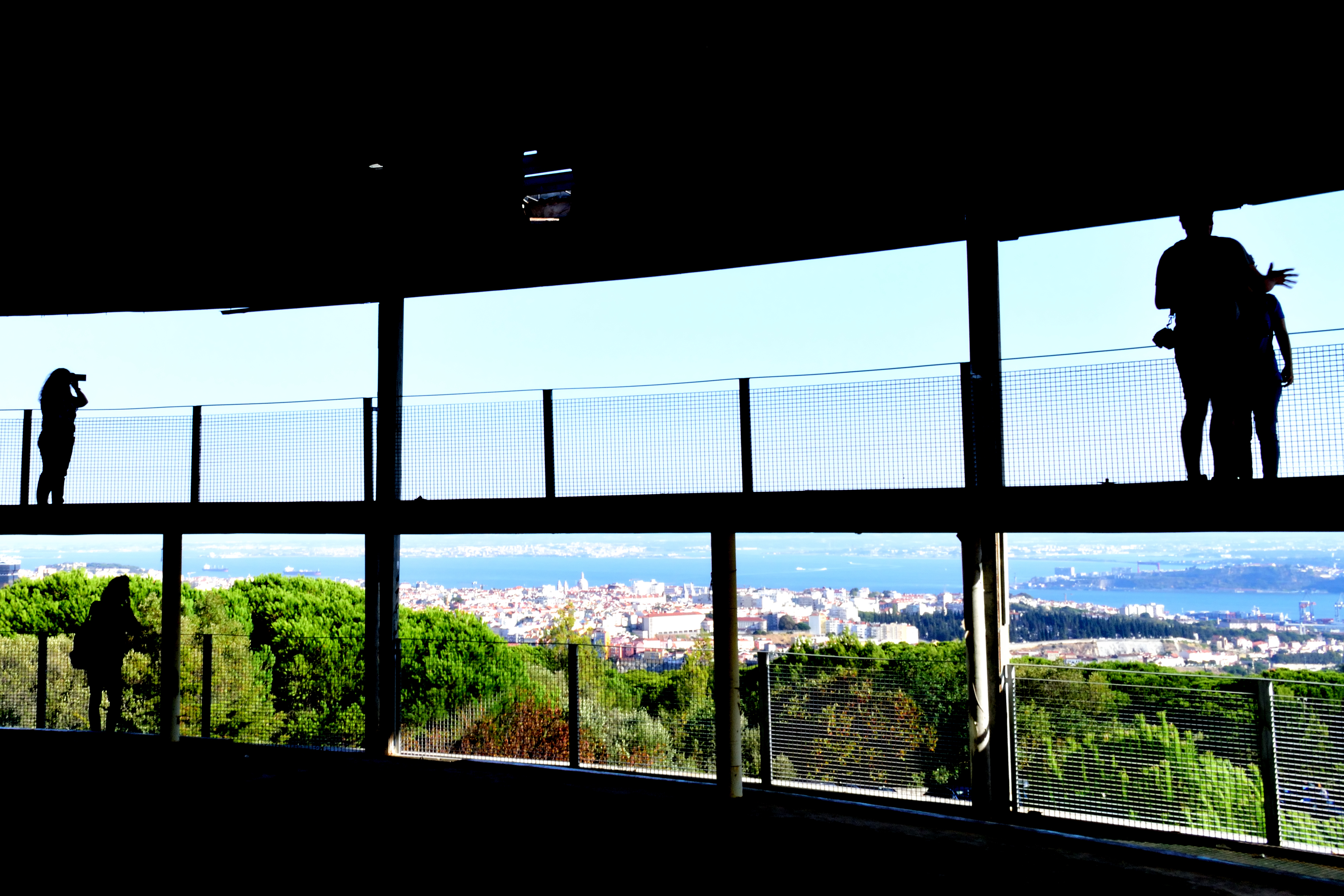
Utsiktspunkten Miradouro de Monsanto
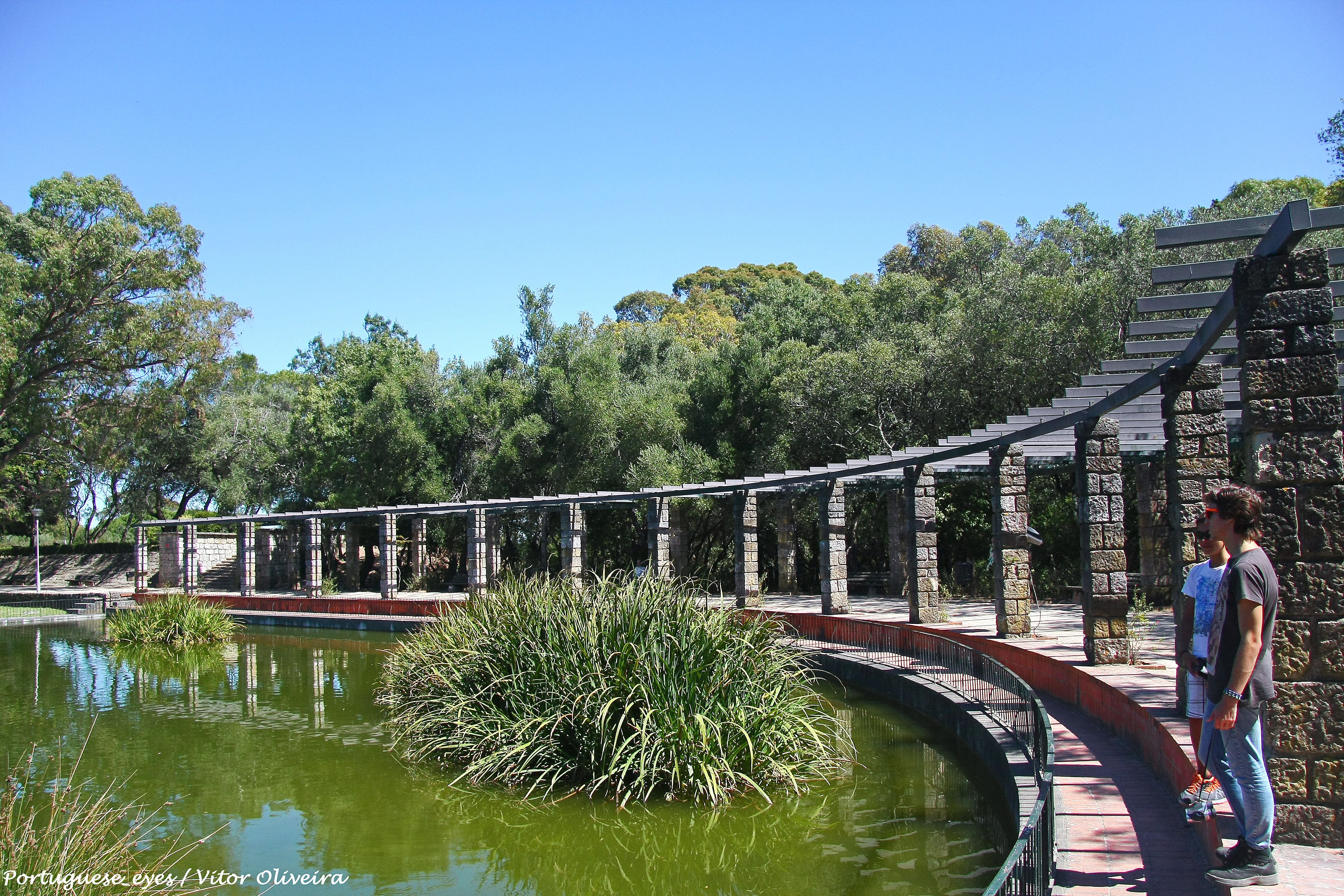
Trädgården Jardim de Montes Claros